# Ohio Valley Conference

Ausdehnung der Ohio Valley Conference

Die Ohio Valley Conference ist eine aus elf Universitäten bestehende Liga für diverse Sportarten, die in der NCAA Division I spielen. Im College Football spielen die Teams in der Football Championship Subdivision (FCS) (ehemals Division I-AA).
Die Mitglieder befinden sich im mittleren Westen der Vereinigten Staaten. Der Hauptsitz befindet sich in Brentwood im Bundesstaat Tennessee.

## Mitglieder
Ausscheidende Mitglieder sind rosa hervorgehoben.
| Universität                                                            | Ort                      | Teamname         | gegründet | Trägerschaft   | Studenten | beigetreten                                                      |
| ---------------------------------------------------------------------- | ------------------------ | ---------------- | --------- | -------------- | --------- | ---------------------------------------------------------------- |
| Eastern Illinois University                                            | Charleston, Illinois     | Panthers         | 1895      | staatlich      | 11.651    | 1996                                                             |
| Lindenwood University                                                  | St. Charles, Missouri    | Lions            | 1827      | privat         | 7.374     | 2022                                                             |
| University of Arkansas at Little Rock (Little Rock)                    | Little Rock, Arkansas    | Trojans          | 1927      | staatlich      | 9.579     | 2022                                                             |
| Morehead State University                                              | Morehead, Kentucky       | Eagles           | 1922      | staatlich      | 9.509     | 1948                                                             |
| Southern Illinois University Edwardsville (SIU Edwardsville oder SIUE) | Edwardsville, Illinois   | Cougars          | 1957      | staatlich      | 13.398    | 2008                                                             |
| Southeast Missouri State University                                    | Cape Girardeau, Missouri | Redhawks         | 1873      | staatlich      | 9.615     | 1991                                                             |
| University of Southern Indiana                                         | Evansville, Indiana      | Screaming Eagles | 1965      | staatlich      | 9.758     | 2022                                                             |
| Tennessee State University                                             | Nashville, Tennessee     | Tigers           | 1912      | staatlich HBCU | 10.450    | 1986                                                             |
| Tennessee Tech University                                              | Cookeville, Tennessee    | Golden Eagles    | 1912      | staatlich      | 9.217     | 1949                                                             |
| University of Tennessee at Martin (UT Martin)                          | Martin, Tennessee        | Skyhawks         | 1901      | staatlich      | 5.810     | 1992                                                             |
| Western Illinois University                                            | Macomb, Illinois         | Leathernecks     | 1899      | staatlich      | 7.643     | 2023 (die meisten Sportarten) 2024 (Football und Männer-Fußball) |

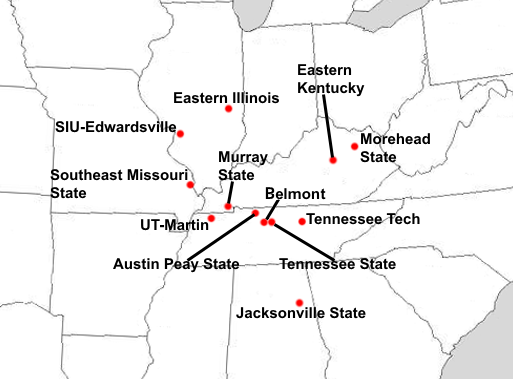
Lage der Vollmitglieder

- Little Rock, SIUE und Southern Indiana haben keine Football-Mannschaften.
- Morehead State spielt Football in der Pioneer Football League anstelle der OVC.
- Tennessee Tech wird die OVC am 1. Juli 2026 verlassen, um der Southern Conference beizutreten.

### Assoziierte Mitglieder
Ausscheidendes Mitglied in Rosa.
| Universität                                          | Ort              | Teamname  | gegründet | Trägerschaft | Studenten | Sportart                 | in OVC seit | Main-Conference            |
| ---------------------------------------------------- | ---------------- | --------- | --------- | ------------ | --------- | ------------------------ | ----------- | -------------------------- |
| Bryant University                                    | Smithfield (RI)  | Bulldogs  | 1886      | privat       | 3.751     | Golf (Frauen)            | 2024        | America East Conference    |
| Bryant University                                    | Smithfield (RI)  | Bulldogs  | 1886      | privat       | 3.751     | Golf (Männer)            | 2024        | America East Conference    |
| Bryant University                                    | Smithfield (RI)  | Bulldogs  | 1886      | privat       | 3.751     | Tennis (Frauen)          | 2024        | America East Conference    |
| University of Tennessee at Chattanooga (Chattanooga) | Chattanooga (TN) | Mocs      | 1886      | staatlich    | 11.388    | Beachvolleyball (Frauen) | 2019        | Southern Conference        |
| Houston Christian University                         | Houston (TX)     | Huskies   | 1960      | privat       | 2.567     | Fußball (Männer)         | 2023        | Southland Conference       |
| University of the Incarnate Word                     | San Antonio (TX) | Cardinals | 1881      | privat       | 9.366     | Fußball (Männer)         | 2023        | Southland Conference       |
| Liberty University                                   | Lynchburg (VA)   | Flames    | 1971      | privat       | 16.0001   | Fußball (Männer)         | 2023        | Conference USA             |
| Murray State University                              | Murray (KY)      | Racers    | 1922      | staatlich    | 10.156    | Sportschießen            | 2022        | Missouri Valley Conference |

1 Ungefähre Einschreibung auf dem Campus. Einschließlich Online-Studenten meldet Liberty eine Einschreibung von über 120.000.
Liberty wird den Männerfußball in der Saison 2026 in die Southern Conference verlegen.

### Zukünftiges Assoziiertes Mitglied
| Universität                                   | Ort           | Teamname | gegründet | Trägerschaft | Studenten | Sportart(en)     | in OVC ab | Main-Conference      |
| --------------------------------------------- | ------------- | -------- | --------- | ------------ | --------- | ---------------- | --------- | -------------------- |
| University of Texas Rio Grande Valley (UTRGV) | Edinburg (TX) | Vaqueros | 20131     | staatlich    | 32.419    | Fußball (Männer) | 2026      | Southland Conference |

1 UTRGV wurde 2013 offiziell gegründet, begann jedoch erst 2015 mit dem Unterricht.

## Spielstätten der Conference

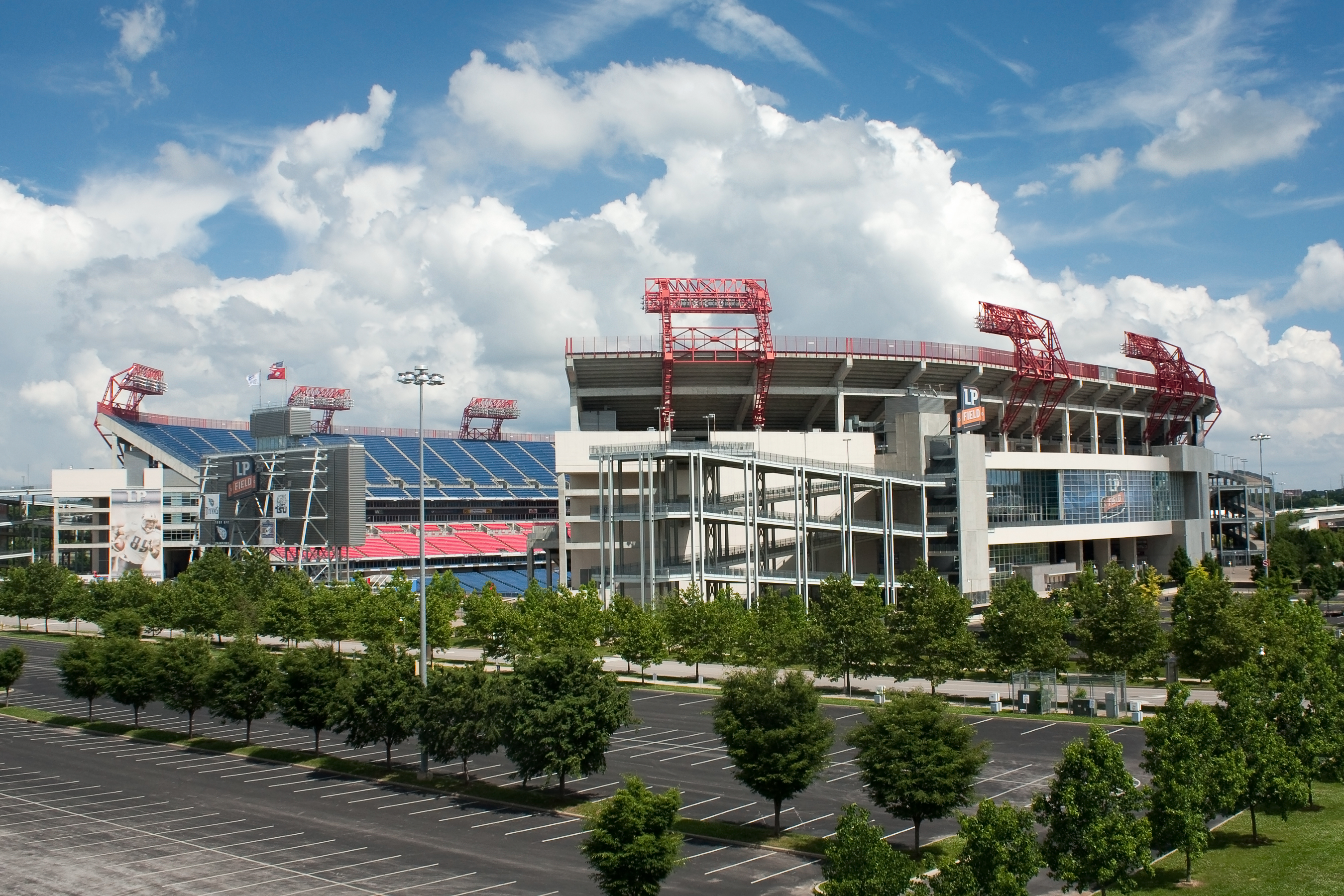
Nissan Stadium

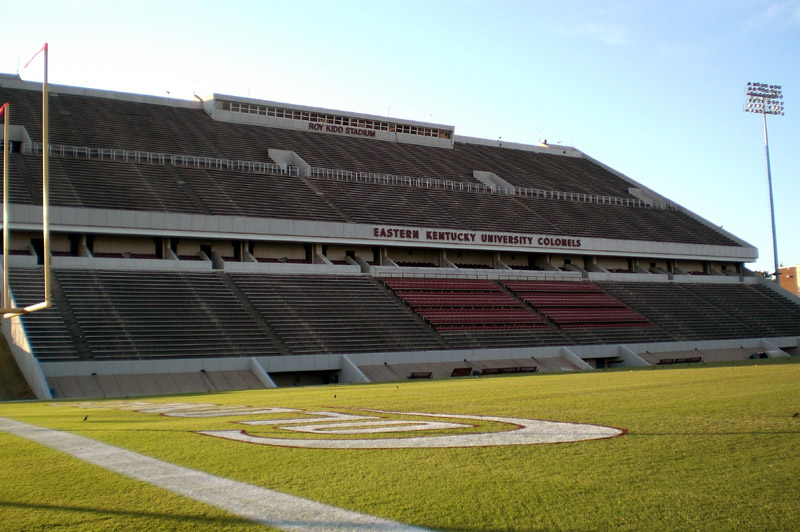
Roy Kidd Stadium

Ausscheidende Mitglieder sind rosa hervorgehoben.
| Universität        | Footballstadion           | Kapazität | Basketballstadion                           | Kapazität |
| ------------------ | ------------------------- | --------- | ------------------------------------------- | --------- |
| Eastern Illinois   | O’Brien Stadium           | 10.000    | Lantz Arena                                 | 5.300     |
| Lindenwood         | Hunter Stadium            | 6.000     | Hyland Arena                                | 3.270     |
| Little Rock        | keine Football-Mannschaft | -         | Jack Stephens Center                        | 5.600     |
| Morehead State     | Jayne Stadium             | 10.000    | Ellis Johnson Arena                         | 6.500     |
| SIU Edwardsville   | keine Football-Mannschaft | -         | Vadalabene Center                           | 4.000     |
| Southeast Missouri | Houck Stadium             | 11.015    | Show Me Center                              | 6.972     |
| Southern Indiana   | keine Football-Mannschaft | -         | Liberty Arena, Home of the Screaming Eagles | 4.800     |
| Tennessee State    | Nissan Stadium            | 68.000    | Gentry Complex                              | 10.500    |
| Tennessee Tech     | Tucker Stadium            | 16.500    | Eblen Center                                | 10.152    |
| UT Martin          | Graham Stadium            | 8.000     | Skyhawk Arena                               | 7.000     |
| Western Illinois   | Hanson Stadium            | 16.368    | Western Hall                                | 4.421     |